# Eslettes
Eslettes ist eine französische Gemeinde mit 1.630 Einwohnern (Stand: 1. Januar 2022) im Département Seine-Maritime in der Region Normandie. Sie gehört zum Arrondissement Rouen und zum Kanton Notre-Dame-de-Bondeville (bis 2015: Kanton Clères).

## Geographie
Eslettes liegt etwa elf Kilometer nördlich von Rouen. Umgeben wird Eslettes von den Nachbargemeinden Fresquiennes im Norden und Westen, Montville im Osten, Malaunay im Süden sowie Pissy-Pôville im Südwesten.
Durch die Gemeinde führt die Autoroute A151.

## Bevölkerungsentwicklung
| 1962                      | 1968 | 1975 | 1982 | 1990 | 1999 | 2006 | 2013 |
| ------------------------- | ---- | ---- | ---- | ---- | ---- | ---- | ---- |
| 501                       | 513  | 665  | 935  | 1383 | 1396 | 1493 | 1449 |
| Quelle: Cassini und INSEE |      |      |      |      |      |      |      |

## Sehenswürdigkeiten
- Kirche Sainte-Jeanne-d'Arc, 1920 erbaut